# دردسر فرانک
دردسر فرانک (به انگلیسی: National Lampoon's Pucked) یک فیلم کمدی و ورزشی آمریکایی محصول سال ۲۰۰۶ با بازی جان بون جووی در نقش اصلی است. این آخرین فیلمی است که آرتور هیلر پیش از مرگش در سال ۲۰۱۶ به کارگردانی کرده‌است.

## داستان
فرانک هاپر (جان بون جووی) یک وکیل سابق است که یک کارت اعتباری از طریق پست دریافت می‌کند طولی نکشید که او در حال تلاش برای تأمین مالی رؤیای خود - یک تیم هاکی تماماً زنانه است. او همچنین خود را بیش از ۳۰۰ هزار دلار بدهکار کرده‌است. وقتی نقشه‌اش نتیجه معکوس می‌دهد، کار او در دادگاه به پایان می‌رسد.

## بازیگران
- جان بون جووی … فرانک هاپر
- استلا وارن … جسیکا[۳]
- دیوید فاستینو … کارل
- کورتیس آرمسترانگ … جانیتور